# Cekum
Cekum (łac. coecum penis) – element samczych narządów genitalnych u motyli.
Cekum wyróżnia się gdy przewód wytryskowy otwiera się ku dystalnej części edeagusa. Wówczas cekum stanowi zamkniętą część podstawową (poksymalną).
U skrzydliniakowatych (Micropterygidae) cekum jest ścięte. U Oecophoridae cekum otoczone jest często silnie zesklerotyzowanym pierścieniem nazywanym pochwą edeagusa. U niektórych Cemiostomidae cekum jest tak silnie rozwinięte, że osiąga rozmiary całego aparatu kopulacyjnego. U Gelechioidea ma niejednokrotnie charakterystyczny kształt. U piórolotkowatych może być silnie rozszerzone, a u rodzajów Stenoptilia, Mariana, Amblyptilia i Platyptilia występuje w jego rejonie długie uwypuklenie stykające się z jukstą.